# Aeroportul Talkeetna
Aeroportul Talkeetna (IATA: TKA, ICAO: PATK, FAA LID: TKA) este un aeroport din Alaska, Statele Unite ale Americii ce deservește zona Talkeetna⁠(d). Aeroportul a fost tranzitat în 2019 de 4 pasageri. A fost numit după zona deservită.
Situat la o altitudine de 109 m, aeroportul dispune de 1 pistă. Este operat de Alaska Department of Transportation & Public Facilities⁠(d).

## Infrastructură

### Piste
Aeroportul dispune de o singură pistă. Pista 18/36 are suprafața de asfalt și dimensiunile 3.500 picioare × 75 picioare. 